# Stéphane Clément
Pour les articles homonymes, voir Clément (patronyme).
Pour la bande dessinée éponyme, voir Stéphane Clément, chroniques d'un voyageur.
Pas d'image ? Cliquez ici

a Compétitions nationales et continentales officielles uniquement.

b Matchs officiels uniquement.
Dernière mise à jour le 13 juin 2022.
Stéphane Clément, né le 3 septembre 1987 à Annemasse, est un joueur français de rugby à XV qui joue au poste de pilier (1,82 m pour 122 kg).

## Biographie
Avant d'être recruté par le Stade toulousain, il jouait et a été formé à l'Union sportive du Pays de Gex (Ain). Alors qu'il était sous contrat avec le Stade toulousain, il est prêté au Stade rochelais pour la saison 2009-2010. À l'issue de cette saison, il signe officiellement au Stade rochelais. En 2014, il signe au Biarritz olympique. Il quitte le club basque en 2016 pour rejoindre le Lyon OU, promu en Top 14.
Le 14 décembre 2017, le Stade français annonce sa signature pour trois saisons.

## Palmarès
- Équipe de France -19 ans : 
  - Participation au championnat du monde 2006 à Dubaï, 5 sélections (Angleterre, Australie, Argentine, Irlande, Afrique du Sud)
  - 8 sélections en 2005-2006
- Équipe de France -18 ans : 3 sélections en 2005 (Écosse, Angleterre, Irlande)